# Novembre 2007 en sport

## Lundi26 novembre
- Escrime : la Fédération Internationale d'Escrime a officiellement désigné Paris comme ville organisatrice des Championnats du monde d'escrime 2010. La Fédération française indique que le Grand Palais sera le cadre de ces Championnats.

## Dimanche25 novembre
- Escrime : masters à l'épée dame 2007 à Levallois-Perret. Victoire de Laura Flessel en finale contre sa compatriote Maureen Nisima.

## Vendredi23 novembre
- Natation : 1er plot de la Coupe de France de natation les 23, 24 et 25 novembre qui a lieu conjointement dans les villes de Montpellier et de Saint-Germain-en-Laye[1]

## Mardi20 novembre
- Football : rencontres pour les Éliminatoires du championnat d'Europe de football 2008 :
  - Groupe A :  Portugal 0 - 0  Finlande
  - Groupe A :  Serbie 2 - 2  Pologne
  - Groupe A :  Azerbaïdjan 0 - 1  Belgique
  - Groupe A :  Arménie 0 - 1  Kazakhstan
  - Équipes qualifiées de ce groupe :  Pologne et  Portugal
  - Groupe B :  Ukraine 2 - 2  France
  - Groupe B :  Italie 3 - 1  Îles Féroé
  - Groupe B :  Géorgie 0 - 2  Lituanie
  - Équipes qualifiées de ce groupe :  Italie et  France
  - Groupe C :  Hongrie 1 - 2  Grèce
  - Groupe C :  Turquie 1 - 0  Bosnie-Herzégovine
  - Groupe C :  Malte 1 - 4  Norvège
  - Équipes qualifiées de ce groupe :  Grèce et  Turquie
  - Groupe D :  Saint-Marin 0 - 5  Slovaquie
  - Groupe D :  Allemagne 0 - 0  Pays de Galles
  - Groupe D :  Chypre 0 - 2  Tchéquie
  - Équipes qualifiées de ce groupe :  Tchéquie et  Allemagne
  - Groupe E :  Andorre 0 - 1  Russie
  - Groupe E :  Angleterre 2 - 3  Croatie
  - Groupe E :  Israël 1 - 0  Macédoine du Nord
  - Équipes qualifiées de ce groupe :  Croatie et  Russie
  - Groupe F :  Danemark 3 - 0  Islande
  - Groupe F :  Suède 2 - 1  Lettonie
  - Groupe F:  Espagne 1 - 0  Irlande du Nord
  - Équipes qualifiées de ce groupe :  Espagne et  Suède
  - Groupe G :  Slovénie 0 - 2  Bulgarie
  - Groupe G:  Biélorussie 2 - 1  Pays-Bas
  - Groupe G:  Roumanie 6 - 1  Albanie
  - Équipes qualifiées de ce groupe :  Roumanie et  Pays-Bas

- Athlétisme : le contrôle inopiné et positif à l'érythropoïétine subi le 18 juin 2007 à Monaco, par Jolanda Ceplak et pour lequel, au mois de juillet 2007, elle avait été suspendue durant deux années par l'IAAF, a été confirmé par la Fédération slovène, le 20 novembre 2007, après l'audition de responsables du contrôle antidopage et de deux experts en biochimie.

## Dimanche18 novembre
- Baseball, Finale de la Coupe du monde de baseball 2007 : l'équipe des États-Unis remporte son 3e titre de champion du monde en battant l'équipe de Cuba 6 à 3. Cuba restait sur neuf titres consécutifs depuis 1984 et se présentait comme le favori de l'épreuve. L'équipe du Japon prend la troisième place après sa victoire 5 à 0 sur les Pays-Bas, champion d'Europe en titre.
- Football, rencontre pour les Éliminatoires du championnat d'Europe de football 2008 :
  - Groupe A :  Serbie ~  Kazakhstan - rencontre annulée hier pour cause de neige et, pour ces mêmes raisons, non jouée aujourd'hui et reportée au 24 novembre[2].
- Natation : trois records battus ce jour à Berlin lors de la 2e journée de la 6e étape de la Coupe du monde de natation 2007 :
  - record du monde du 50 m nage libre messieurs en petit bassin, battu par Stefan Nystrand qui le porte à 20 s 93
  - record du monde du 200 m quatre nages messieurs en petit bassin, battu par Thiago Pereira qui le porte à 1 min 53 s 14
  - record d'Europe du 100 m nage libre dames en petit bassin, battu par Marleen Veldhuis qui le porte à 52 s 14
- Sport automobile : le pilote français Sébastien Loeb remporte le Rallye d'Irlande, l'avant-dernière épreuve du Championnat du monde.

## Samedi17 novembre
- Natation : trois records battus à Berlin lors de la 6e étape de la Coupe du monde de natation 2007 (en) :
  - record du monde du 50 m nage libre dames en petit bassin, battu par Marleen Veldhuis qui le porte à 23 s 58
  - record du monde du 100 m nage libre messieurs en petit bassin, battu par Stefan Nystrand qui le porte à 45 s 83
  - record d'Europe du 200 m nage libre dames en petit bassin, battu par Laure Manaudou qui le porte à 1 min 53 s 48
- Baseball, demi-finales de la Coupe du monde de baseball 2007 :
  -  Japon 3 - 5  Cuba
  -  États-Unis 5 - 0  Pays-Bas
- Football, rencontres pour les Éliminatoires du championnat d'Europe de football 2008 :
  - Groupe A :  Finlande 2 - 1  Azerbaïdjan
  - Groupe A :  Pologne 2 - 0  Belgique
  - Groupe A :  Serbie ~  Kazakhstan - rencontre annulée pour cause de neige; elle devrait avoir lieu demain à 14 h CET.
  - Groupe A :  Portugal 1 - 0  Arménie
  - Groupe B :  Écosse 1 - 2  Italie
  - Groupe B :  Lituanie 2 - 0  Ukraine
  - Groupe C :  Moldavie 3 - 0  Hongrie
  - Groupe C :  Norvège 1 - 2  Turquie
  - Groupe C :  Grèce 5 - 0  Malte
  - Groupe D :  Pays de Galles 2 - 2  Irlande
  - Groupe D :  Allemagne 4 - 0  Chypre
  - Groupe D :  Tchéquie 3 - 1  Slovaquie
  - Groupe E :  Andorre 0 - 2  Estonie
  - Groupe E :  Israël 2 - 1  Russie
  - Groupe E :  Macédoine du Nord 2 - 0  Croatie
  - Groupe F :  Lettonie 4 - 1  Liechtenstein
  - Groupe F :  Irlande du Nord 2 - 1  Danemark
  - Groupe F:  Espagne 3 - 0  Suède
  - Groupe G :  Bulgarie 1 - 0  Roumanie
  - Groupe G:  Albanie 2 - 4  Biélorussie
  - Groupe G:  Pays-Bas 1 - 0  Luxembourg

## Vendredi16 novembre
- Baseball, quarts de finale de la Coupe du monde de baseball 2007 :
  -  Australie 0 - 3  Japon
  -  Cuba 6 - 0  Mexique
  -  Taïwan 3 - 6  Pays-Bas
  -  États-Unis 3 - 1  Corée du Sud

## Mardi13 novembre
- Natation : à Stockholm, lors de la 1re journée de la 5e étape de la Coupe du monde de natation 2007 (2007 FINA Swimming World Cup), Stefan Nystrand bat le record d'Europe du 100 m nage libre en petit bassin, le portant à 46 s 48, soit quatre centièmes de moins que le précédent record de l'italien Filippo Magnini établi le 10 décembre 2005.

## Principaux rendez-vous sportifs du mois de novembre 2007
- 29 octobre au 4 novembre, Tennis :
  - Masters de Paris-Bercy.
  - Tournois WTA de Québec et de d'Hasselt.